# Stazione di Casalbuttano
La stazione di Casalbuttano è una stazione ferroviaria posta lungo la linea Treviglio-Cremona, a servizio dell'omonimo centro abitato.
La gestione degli impianti è affidata a Rete Ferroviaria Italiana (RFI) controllata del Gruppo Ferrovie dello Stato.

## Storia
La stazione fu attivata nel 1863, all'apertura della linea Treviglio-Cremona.

## Struttura ed impianti
Il fabbricato viaggiatori si compone di due livelli ma soltanto il piano terra è aperto al pubblico. L'edificio è in muratura ed è tinteggiato di giallo. La struttura si compone di cinque aperture a centina sia per ciascun piano.
Sia dal lato del fronte sia dal lato binari, è presente una pensilina in ferro battuto.
La stazione disponeva di uno scalo merci con annesso magazzino: oggi (2011) lo scalo è stato smantellato mentre il magazzino è stato convertito a deposito. L'architettura del magazzino è molto simile a quella delle altre stazioni ferroviarie italiane.
La pianta dei fabbricati è rettangolare.
Il piazzale è composto da due binari: il primo è di corsa, mentre il secondo è su tracciato deviato e viene usato per le eventuali precedenze fra i treni.
Il binario 1 è servito da una ampia banchina, protetta da una pensilina in ferro battuto dove sono presenti alcune panchine; il binario 2, invece, dispone di una banchina di ridotte dimensioni che non consente l'installazione di pensiline o panchine. I due binari sono collegati fra loro da una passerella.

## Servizi
La stazione offre i seguenti servizi:
- Bar
- Sala di attesa
- Parcheggio bici[1]
- Stazione video sorvegliata

## Movimento
La stazione è servita dai treni regionali di Trenord, in servizio sulla tratta Treviglio–Cremona, con frequenza oraria.
In totale sono circa trentasei i treni che effettuano servizio in questa stazione e le loro principali destinazioni sono: Cremona, Treviglio e Milano Porta Garibaldi.